# Ozero Zhamantuz (saltsjö i Kazakstan, Nordkazakstan)
Ozero Zhamantuz (kazakiska: Zhamantuz Köl) är en saltsjö i Kazakstan.   Den ligger i oblystet Nordkazakstan, i den norra delen av landet, 300 km norr om huvudstaden Astana. Arean är 29,4 kvadratkilometer.